# سیاهرگ طلایی
سیاهرگ طلایی (ایتالیایی: La vena d'oro) فیلمی درام به کارگردانی مائورو بولونینی است که در سال ۱۹۵۵ منتشر شد. از بازیگران آن می‌توان به مرتا تورن، ریچارد بیسهارت، آرتورو براگالیا و ترنس هیل اشاره کرد.